# Epactoides helenae
Epactoides helenae är en skalbaggsart som beskrevs av Olivier Montreuil 2005. Epactoides helenae ingår i släktet Epactoides och familjen bladhorningar. Inga underarter finns listade i Catalogue of Life.